# Peter Hedman
Peter Johannes Hedman, född 18 september 1966 i Förlanda församling i Hallands län, är en svensk tidigare fotbollsspelare.
Hedman började sin karriär i Löftadalens IF och spelade både som mittfältare och forward. 1986 värvades han av IFK Göteborg, och därefter hade han 13 år inom elitfotbollen. 1999 tvingades han avsluta karriären p.g.a. skador. Därefter har han varit företagssäljare på Länsförsäkringar Göteborg & Bohuslän. Sedan 2007 är han VD för ett franchisebolag inom Länsförsäkringar Göteborg & Bohuslän.
2015 gjorde han sin tränardebut för Åsa IF i division 5 norra. Debuten gick bra och Åsa knep en andraplats i tabellen vilket ledde till avancemang till division fyra, som senare kom att ändras till division 5 eftersom man tog bort division 4 elit ur seriesystemet.

## Meriter
- 14 juniorlandskamper
- IFK Göteborg: Uefacupen, guld (1987)
- Lilleström SK: Eliteserien, silver (1988, 1994), guld (1989)
- Örgryte IS: serieseger division 2 (1992), serieseger höstettan (1992)
- Gais: serieseger division 2 (1998)